# George Green (Rennfahrer)
George Green (* 15. September 1927; † 18. November 2008) war ein US-amerikanischer NASCAR-Rennfahrer. 

## Karriere

### Rennfahrer
Green erlangte Bekanntheit durch seine zweifache Teilnahme am Daytona 500, sowohl 1959 für den Wagenbesitzer Jess Potter, als auch 1960. In beiden Rennen schied er jedoch aus und landete beide Male auf dem 55. Platz. 1960 kam es dabei zu einer Gastankexplosion. Neben der Cup Series fuhr er ebenfalls in der NASCAR Convertible Division, in der er in 12 Rennen eine Top-10-Platzierung erreichen konnte.
Er beendete seine aktive Rennfahrerkarriere im Jahr 1963, nachdem er zweimal Neunter wurde.

### Sonstiges
Green war ebenfalls als Sergeant in der US-Armee aktiv. Da er in Frankfurt stationiert war, fuhr er meistens seine Rennen, als er dienstfrei hatte. Er starb im Alter von 81 Jahren im Jahr 2008.